# Acer zoeschense
El Acer × zoeschense es un arce híbrido, un cruce entre Acer campestre (arce campestre), y el Acer lobelii (arce de Lobel) o el Acer cappadocicum (arce de Capadocia). Mientras que la paternidad del arce campestre es universalmente aceptada, el segundo padre es incierto, aunque la producción extensiva del árbol de brotes de raíz favorece al A. cappadocicum sobre el A. lobelii. Se toma su nombre de Zöschen Nurseries en Alemania, donde apareció por primera vez como híbrido en un jardín (en lugar de un híbrido que ocurre en la naturaleza) en algún momento antes de 1870.

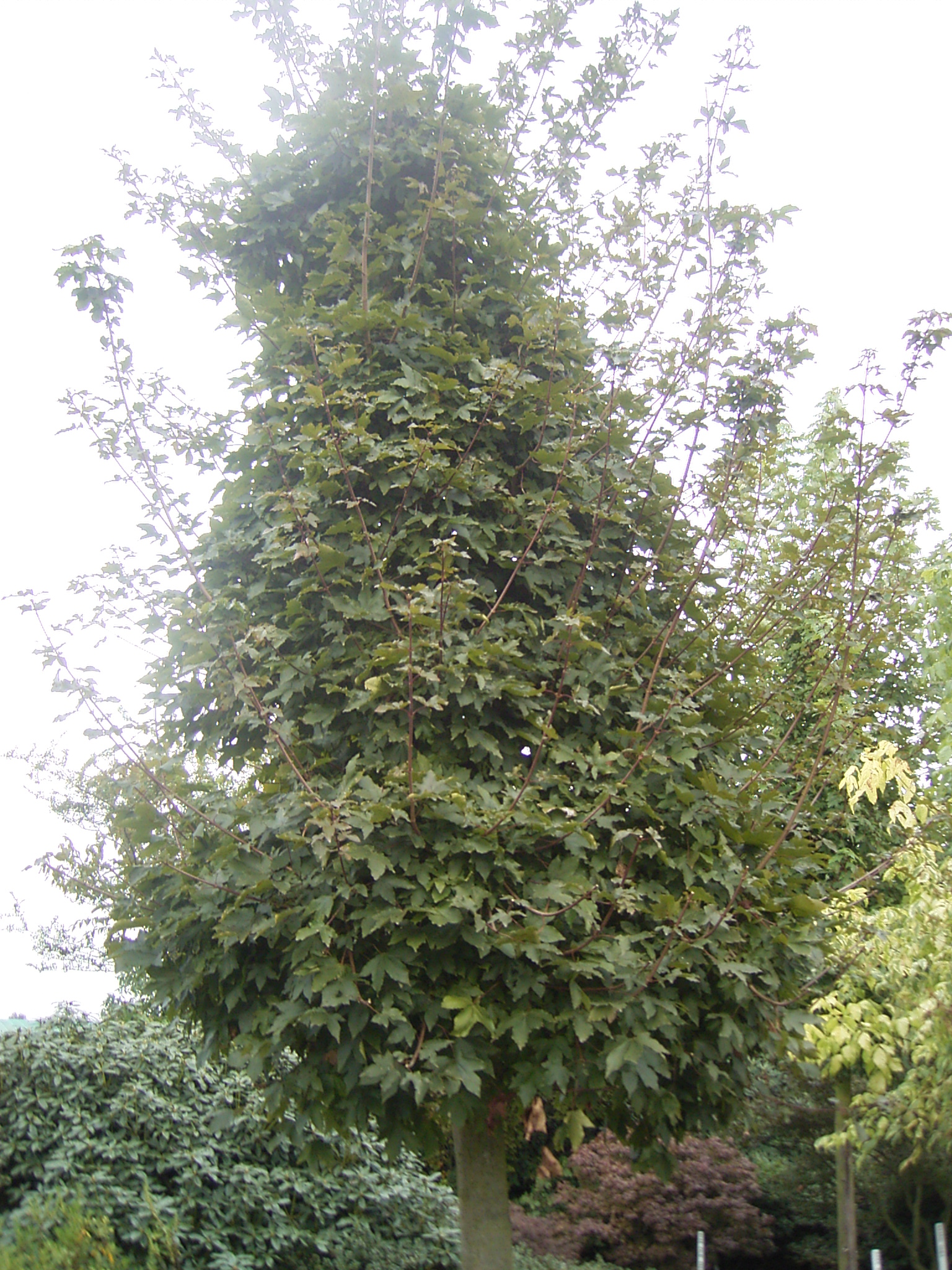
Vista del árbol

## Descripción
El A. × zoeschense es un árbol de tamaño mediano que crece hasta 20 m (66 pies) de altura. Es brillante, de cinco hojas lobuladas son 10 a 11 cm de largo y hasta 14 cm de ancho, verde oscuro, a menudo con bordes violáceos. Los pecíolos producen un látex lechoso cuando se rompen. Las flores se producen en corimbos de 5 a 10 cm de diámetro abierto, cada pequeña flor es de color amarillo pálido a verde, con cinco sépalos, pero sin pétalos. El fruto es un par de sámaras de 5 cm de ancho; las dos semillas suelen ser estériles.

## Cultivo
Un cultivar de A. zoeschense "Annae", fue muy popular como un árbol en la calle en las generaciones anteriores. En el Reino Unido, un ejemplar maduro y magnífico de 'Annae' se puede ver en Westonbirt Arboretum. El cultivar japonés, "Kinka", tiene un follaje variado.

## Taxonomía
Acer zoeschense fue descrita por Ferdinand Albin Pax y publicado en Bot. Jahrb. Syst. 7: 233 1886.
Etimología
Acer: nombre genérico que procede del latín ǎcěr, -ĕris = (afilado), referido a las puntas características de las hojas o a la dureza de la madera que, supuestamente, se utilizaría para fabricar lanzas. Ya citado en, entre otros, Plinio el Viejo, 16, XXVI/XXVII, refiriéndose a unas cuantas especies de Arce.
zoeschense: epíteto
Sinonimia
- Acer × neglectum Hoffmanns. ex Walp.
- Acer × neglectum Lange
- Acer × neglectum var. elongatum Schwer.
- Acer × zoeschense f. elongatum (Schwer.) Rehder	[7]